# Jakub Jakubko
Jakub Jakubko (24 agosto 2004) è un calciatore slovacco, difensore del VSS Košice.

## Biografia
È nipote dell'ex calciatore Martin Jakubko.

## Carriera

### Club
Ha iniziato a giocare a calcio nel Tatran Prešov per poi proseguire con Poprad e VSS Košice. Con il club gialloblu ha debuttato a livello professionistico il 24 agosto 2022 nell'incontro di Coppa di Slovacchia vinto 4-1 contro il Nacina Ves ed ha firmato il suo primo contratto professionistico l'11 gennaio 2023.
Il 14 febbraio 2024 è stato ceduto in prestito al Petržalka fino al termine della stagione.

### Nazionale
Ha giocato con le nazionali giovanili slovacche Under-19 ed Under-21.

## Statistiche

### Presenze e reti nei club
Statistiche aggiornate al 7 giugno 2025.
| Stagione        | Squadra         | Campionato      | Campionato | Campionato | Coppe nazionali | Coppe nazionali | Coppe nazionali | Coppe continentali | Coppe continentali | Coppe continentali | Altre coppe | Altre coppe | Altre coppe | Totale | Totale | Totale |
| Stagione        | Squadra         | Comp            | Pres       | Reti       | Comp            | Pres            | Reti            | Comp               | Pres               | Reti               | Comp        | Pres        | Reti        | Pres   | Reti   |        |
| --------------- | --------------- | --------------- | ---------- | ---------- | --------------- | --------------- | --------------- | ------------------ | ------------------ | ------------------ | ----------- | ----------- | ----------- | ------ | ------ | ------ |
| 2022-2023       | VSS Košice      | 1L              | 16         | 2          | CS              | 2               | 0               | -                  | -                  | -                  | -           | -           | -           | 18     | 2      |        |
| 2023-feb. 2024  | VSS Košice      | SL              | 6          | 0          | CS              | 2               | 0               | -                  | -                  | -                  | -           | -           | -           | 8      | 0      |        |
| feb.-giu. 2024  | Petržalka       | 1L              | 15         | 2          | CS              | 0               | 0               | -                  | -                  | -                  | -           | -           | -           | 15     | 2      |        |
| 2024-2025       | VSS Košice      | SL              | 28         | 0          | CS              | 4               | 0               | -                  | -                  | -                  | -           | -           | -           | 32     | 0      |        |
| Totale carriera | Totale carriera | Totale carriera | 65         | 4          |                 | 8               | 0               |                    | -                  | -                  |             | -           | -           | 73     | 4      |        |